# Équipe de Tchéquie féminine de water-polo
L'équipe de Tchéquie féminine de water-polo est la sélection nationale représentant la Tchéquie dans les compétitions internationales féminines de water-polo. 
La sélection termine 11e du Championnat d'Europe féminin de water-polo 1993, 10e du Championnat d'Europe féminin de water-polo 1995 et 12e du Championnat d'Europe féminin de water-polo 1997 ainsi que du Championnat d'Europe féminin de water-polo 2024.